# Kaplica Matki Bożej Częstochowskiej w Szczawnicy
Kaplica Matki Bożej Częstochowskiej – zabytkowa kaplica, znajdująca się przy alejce Parku Dolnego w Szczawnicy.

## Historia
Budynek został wzniesiony w 1867 r., jako pijalnia wody Helena. W latach 70. XIX w. Franciszek Tomanek, dzierżawca Dolnego Zakładu, wystąpił z inicjatywą przeznaczenia go na kaplicę, dla wygody gości uzdrowiska. 26 lipca 1873 r. wydano stosowne pozwolenie, podpisane przez konsystorza biskupiego, a pierwszą mszę odprawiono 6 lipca 1877 r. Tomanek ufundował zakupił do kaplicy kopię obrazu Matki Boskiej Częstochowskiej oraz portatyl z relikwiami męczenników św. Feliksa i św. Marceliny, poświęcony przez biskupa Antoniego Gałeckiego. Ufundował także sygnaturkę i wieńczący kaplicę krzyż.
W 1894 roku do kaplicy wstawiono większy ołtarz, autorstwa Władysława Łuszczkiewicza, który zastąpił portatyl.
Od 1914 r. msze w kaplicy nie odbywają się regularnie. Budynek był odnawiany w 1927 r., ze składek kuracjuszy i w 2001 r., z pieniędzy parafii oraz składek mieszkańców. Msze są odprawiane latem, w sezonie turystycznym, jedynie w niedziele.

## Architektura i wyposażenie
Budynek wzniesiono z cegły, na podmurówce z kamienia łamanego. Skonstruowano go na planie ośmiokąta, o orientalizującej formie. Otynkowane ściany zdobi wykładany kamieniem cokół oraz gzyms wieńczący. W górnej części budowla posiada okrągłe świetliki, wypełnione maswerkowymi rozetami. Wewnątrz znajduje się kamienna posadzka.
Dach kaplicy jest wielospadowy, kryty ocynkowaną blachą, zwieńczony sygnaturką. Strop drewniany.
Powierzchnia użytkowa wynosi 50 m², kubatura liczy 430 m³. Obiekt wyposażony jest w instalację elektryczną.

## Galeria

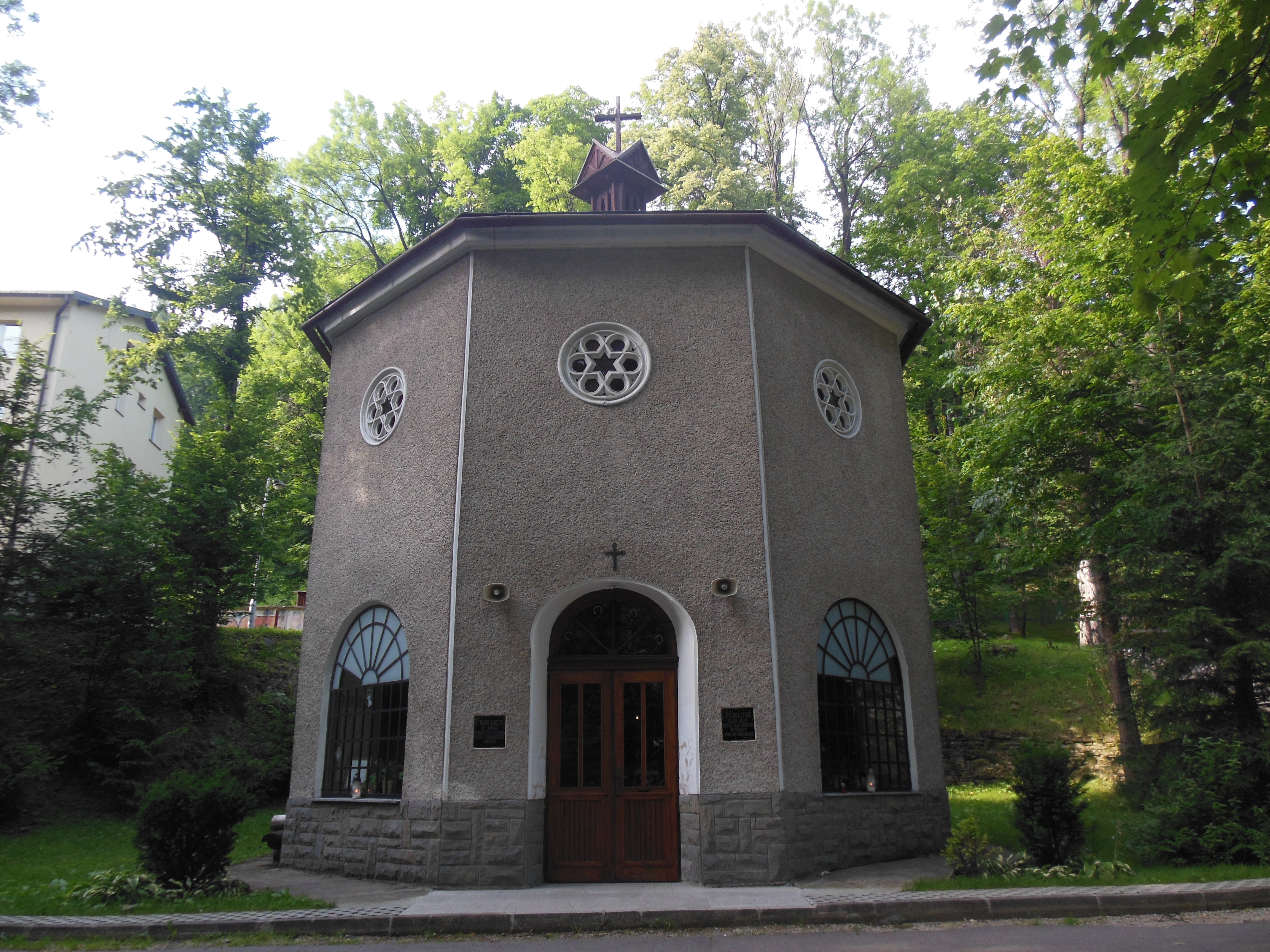
Elewacja frontowa
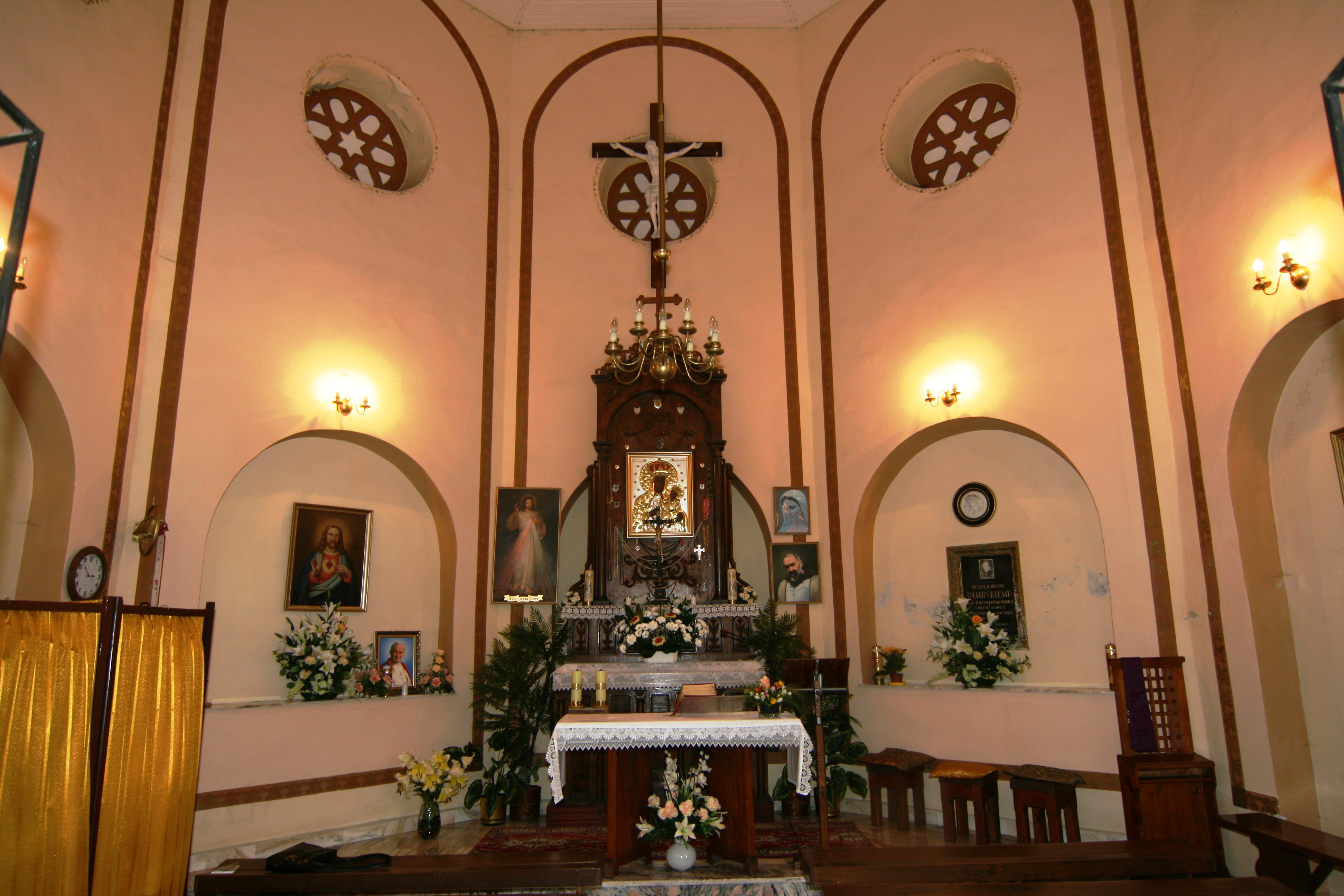
Wnętrze
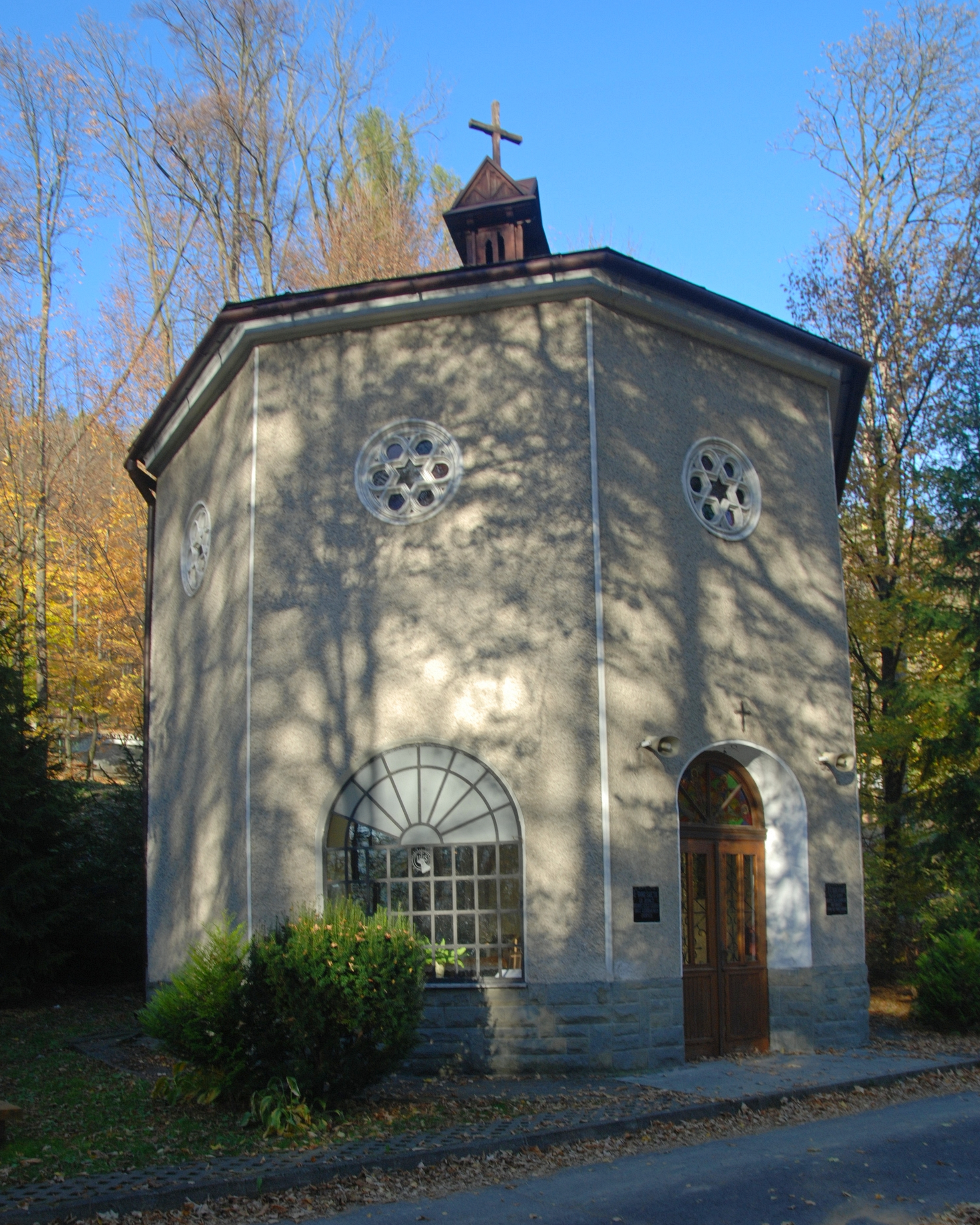
Widok od strony południowo-zachodniej